# Bruno Schröder (Bankier)

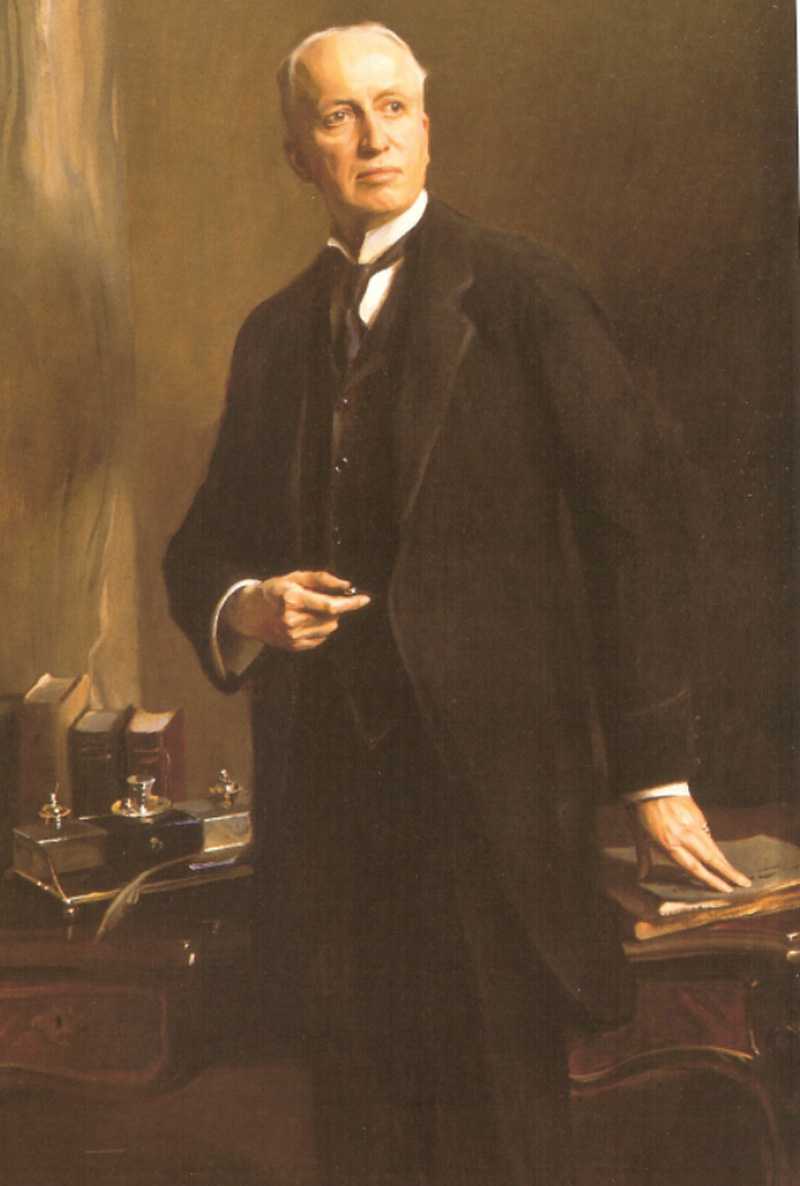
Baron Bruno Schröder, Porträt von Phillip de Laszlo (1908)

Rudolph Bruno Schröder (ab 1904: Freiherr von Schröder, in Großbritannien allgemein Baron Bruno Schröder, * 14. März 1867 in Hamburg; † 10. Dezember 1940 in Dell Park, Englefield Green, Surrey) war ein deutsch-britischer Privatbankier, Kunstsammler und Mäzen.

## Leben und Wirken
Rudolph Bruno Schröder war das achte von neun Kindern des Kaufmanns und Bankiers Johann Rudolph Schröder (1821–1887) und seiner Frau Clara Louise, geb. Schröder (1829–1910), einer Tochter von Johann Heinrich Schröder.
Nach einer Militärzeit im 2. Großherzoglich Mecklenburgisches Dragoner-Regiment Nr. 18 trat er als 21-Jähriger in das von seinem Vater und Onkel begründete Handels- und Bankhaus Schröder Gebrüder & Co. ein. Er reiste nach London für ein Praktikum bei dem dortigen Familienunternehmen J. Henry Schröder & Co. und 1891/92 in die USA und nach Mittelamerika, um die überseeischen Handelspartner der Firma kennenzulernen. 
Nach seiner Rückkehr nach Hamburg erreichte ihn die Einladung seines kinderlosen Onkels John Henry Schröder, ganz nach London zu kommen mit der Aussicht, später sein Nachfolger als Senior Partner zu werden. Bruno nahm die Einladung an, trat 1893 in das Unternehmen ein, wurde 1895 Partner und 1910, als sich John Henry aus dem Geschäft zurückzog und wenig später starb, der Senior Partner von J. Henry Schröder & Co. 
Zusammen mit dem Partner Frank Tiarks führte er die erfolgreichen Bankgeschäfte mit Schwerpunkt in der Handelsfinanzierung und im Anleihegeschäft fort. 1908 spielte J. Henry Schröder eine entscheidende Rolle beim Zustandekommen des Kaffee-Valorisation, und 1913 war es das vom Kreditvolumen her zweitgrößte Bankhaus in der Londoner City, was vor allem durch die Finanzierung des deutschen Überseehandels begründet war. Auch wenn dieser Geschäftszweig im Ersten Weltkrieg zusammenbrach, so profitierte Bruno Schröder, der zu Kriegsbeginn im Eilverfahren die britische Staatsangehörigkeit erhalten hatte, doch auch erheblich von kriegsbedingten Handels- und Finanztransaktionen, so etwa im kubanischen Zuckerhandel.  
In den 1920er Jahren gehörte er zu den gesuchten Beratern deutscher und österreichischer Geldinstitute und der deutschen Regierung. 1923 übernahm ein von ihm geführtes Syndikat Anteile der Bagdad-Bahn von der Deutschen Bank.
Im selben Jahr gründeten Schröder und Tiarks einen Ableger in New York unter der Firma J. Henry Schroder Banking Corporation, allgemein Schrobanco genannt, die sich erfolgreich auf die Beschaffung amerikanischen Kapitals für die Wirtschaft in Deutschland und Mitteleuropa spezialisierte. 
Mit der Bankenkrise 1931 brach eine schwierige Zeit für das Unternehmen an, von der es sich erst in den 1950er Jahren wieder erholte.

## Familie

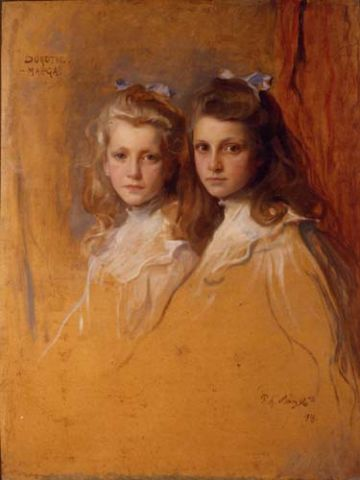
Bruno Schröders Töchter Marga und Dorothee, Porträt von Philip de Laszlo

Im April 1894 heiratete Bruno Schröder die Kölner Bankierstochter Emma Deichmann, eine Enkelin von Wilhelm Ludwig Deichmann. Das Paar hatte zwei Töchter, Dorothee (1897–1985), von 1923 bis 1950 mit Heinrich Freiherr von Schröder liiert, und Marga (1898–1977), unvermählt. Der älteste Sohn hielt sich bei Kriegsausbruch 1914 in Deutschland auf, wurde dort eingezogen und ist seit 1915 an der russischen Front vermisst. 1926 trat der zweite Sohn des Paares, Helmut Freiherr von Schröder (1901–1969) in das Unternehmen ein und wurde 1940 der Nachfolger seines Vaters als Senior Partner.

## Mäzen und Sammler
Wie sein Onkel wurde Bruno Schröder zur zentralen Gestalt des deutschen Wohlfahrtswesens in London und engagierte sich in einer ganzen Reihe deutsch-britischer Vereinigungen. Allerdings hielt er sich im Gegensatz zu seinem Partner Frank Tiarks (und seinem deutschen Verwandten Kurt von Schröder) dabei von politischem Engagement fern. In Anerkennung seiner Verdienste für die Deutschen in London wurde er 1904 in den preußischen Freiherrnstand erhoben. Er erhielt die königliche Erlaubnis, diesen Titel auch in Großbritannien zu führen, was jedoch 1920 widerrufen wurde. 1931 gründete er die Rudolph & Clara Schröder-Stiftung zur Unterstützung verarmter Familienangehöriger. Zu seinem 70. Geburtstag 1937 wurde er wegen seines Einsatzes für das Deutsche Hospital in Hackney mit der Verleihung der Ehrendoktor-Würde durch die Medizinische Fakultät der Universität Hamburg geehrt. 
Eine entscheidende Rolle spielte Bruno Schröder als Vorsitzender des Gemeindeverbandes der Deutschen Evangelischen Kirchengemeinden in Großbritannien bei der Auseinandersetzung der Kirchengemeinden mit dem Berliner Kirchlichen Aussenamt unter Theodor Heckel im Rahmen des Kirchenkampfs in den Jahren 1933/34. Hier unterstützte er die Haltung von Dietrich Bonhoeffer, der zu diesem Zeitpunkt Pfarrer zweier Gemeinden in London war, die zum Lossagungsbeschluss der Kirchengemeinden vom November 1934 führte.
Seit 1900 lebte er in Dell Park bei Windsor Castle, unmittelbar neben dem Anwesen seines Onkels. Er erbte dessen Silbersammlung und konnte sie durch geschickte Ankäufe zu einer der größten Privatsammlungen europäischen Renaissance-Silbers ausbauen.